# Place de l'Afrique (Tunis)
Ne doit pas être confondu avec l'ancienne place d'Afrique et actuelle place du 14-Janvier 2011.
La place de l'Afrique (arabe : ساحة إفريقيا) est une place de Tunis, capitale de la Tunisie.

## Situation et accès

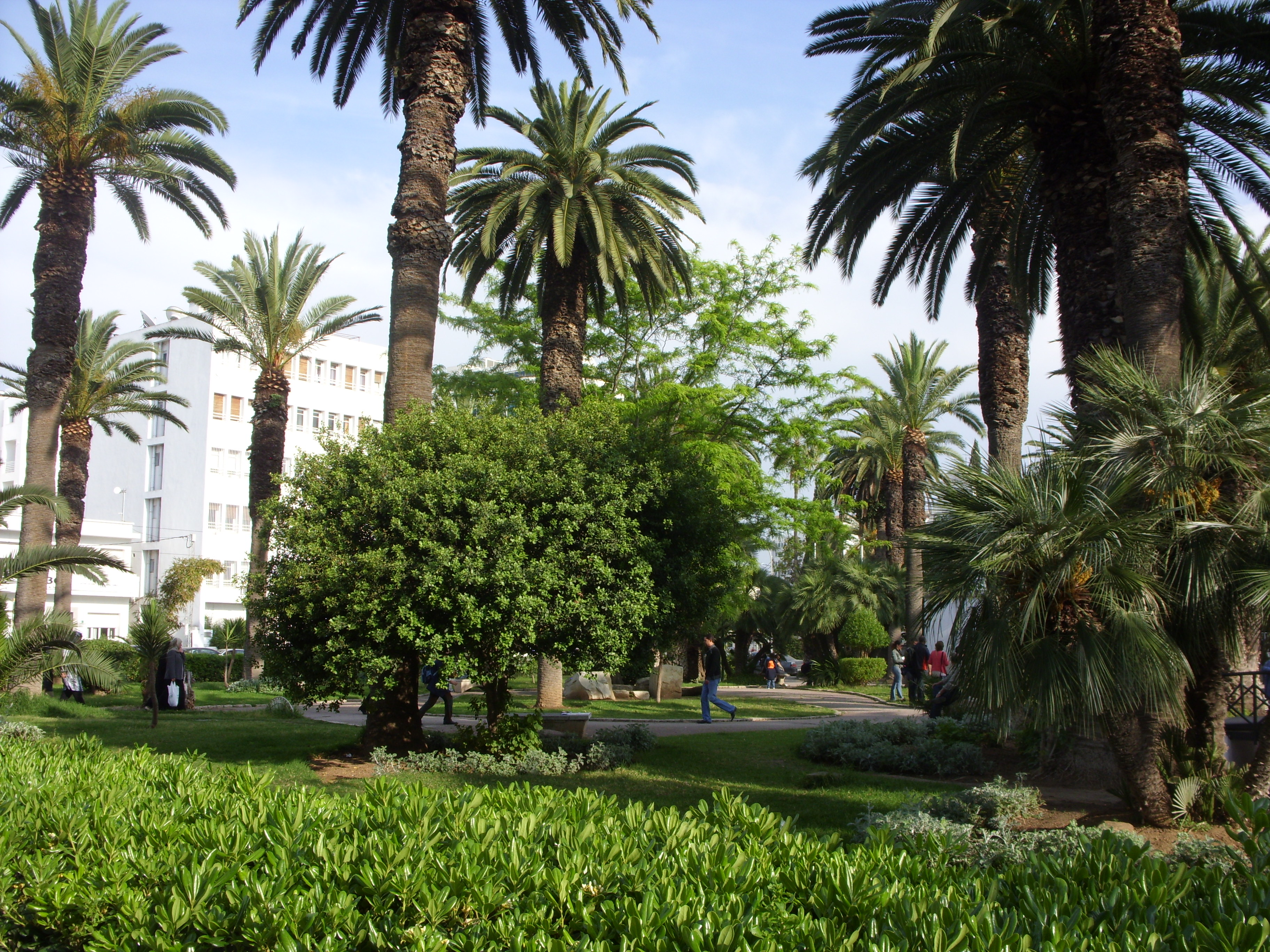
Vue sur la place de l'Afrique en 2010.

Située dans le quartier de Lafayette, elle est entourée par les rues de Mauritanie, Jenner, du Sénégal et de Palestine. Les rues de Jérusalem et de Madagascar y débouchent aussi.

## Historique
Cette place portait le nom de « place Ney » jusqu'à l'indépendance, avant d'être rebaptisée « place Jeanne-d'Arc », nom qu'on lui donne encore parfois de nos jours.

## Bâtiments remarquables et lieux de mémoire
On y trouve l'église Sainte-Jeanne-d'Arc, l'Institut Goethe et l'ambassade de la Tchéquie.